# Zespół zatoki szyjnej
Zespół zatoki szyjnej, zespół zatoki tętnicy szyjnej (ang. carotid sinus syndrome) – choroba prowadząca do omdleń wywołanych przypadkowym uciskiem mechanicznym na zatokę tętnicy szyjnej. Stanowi przyczynę około 1% wszystkich omdleń i choruje na nią do 25% osób w starszym wieku.
Przyczyną choroby jest nadwrażliwość baroreceptorów w okolicy zatoki tętnicy szyjnej. Na zespół zatoki szyjnej narażeni są przede wszystkim ludzie chorujący na miażdżycę.
Objawami schorzenia poza omdleniami mogą być zawroty głowy. W badaniu przedmiotowym stwierdza się asystolię, bradykardię lub spadek ciśnienia tętniczego z jednoczesną bradykardią albo bez niej.
Aby rozpoznać chorobę, powinno wziąć się pod uwagę informacje z wywiadu zebranego od pacjenta oraz wynik testu polegającego na jednostronnym masażu okolicy zatoki tętnicy szyjnej (nie powinien być wykonywany u osób ze zwężeniem tętnic szyjnych). Stwierdzenie asystolii trwającej ponad 3 sekundy albo spadku ciśnienia tętniczego powyżej 50 mm Hg stanowi wynik dodatni i jest pomocne w potwierdzeniu choroby.
Potwierdzenie np. w badaniu EKG Holtera wywołanej przypadkowym uciskiem na zatokę tętnicy szyjnej bradykardii jest wskazaniem do wszczepienia stymulatora serca. W badaniach klinicznych w leczeniu zespołu zatoki szyjnej stosuje się midodrynę.